# کورچیوو
کورچیوو (به لاتین: Kurcheyevo) یک منطقهٔ مسکونی در روسیه است که در باشقیرستان واقع شده‌است.